# سكان دسوق
يسمى سكان مدينة دسوق «دسوقيين»  أو «دسايقة» حسب اللهجة العربية المصرية واللهجة السكندريّة المحكيّة في المدينة، تعتبر المدينة ذات تعداد سكاني متوسط إذا ما قورنت بالمدن الكبرى في مصر، مثل القاهرة والإسكندرية. ينتمي سكان المدينة إلى السلالة العربية من العرق المتوسطي.
بلغ عدد السكان بمدينة دسوق 150768 نسمة في 1 يوليو 2022، يقطنون في مساحة تقدر بحوالي 5.30 كم مربع. وذلك لارتفاع معدلات المواليد وقلة الوفيات لارتقاء الخدمات الصحية بالمدينة، ولتأثر المدينة بتيارات الهجرة المتزايدة المتجهة إليها، حيث تستقطب المدينة العمالة من المدن المجاورة والريف المحيط بها، مما زاد من نسبة بناء العشوائيات في الضواحي وزيادة نسبة البطالة وانتشار الزحام والعقد المرورية.

## نمو السكان

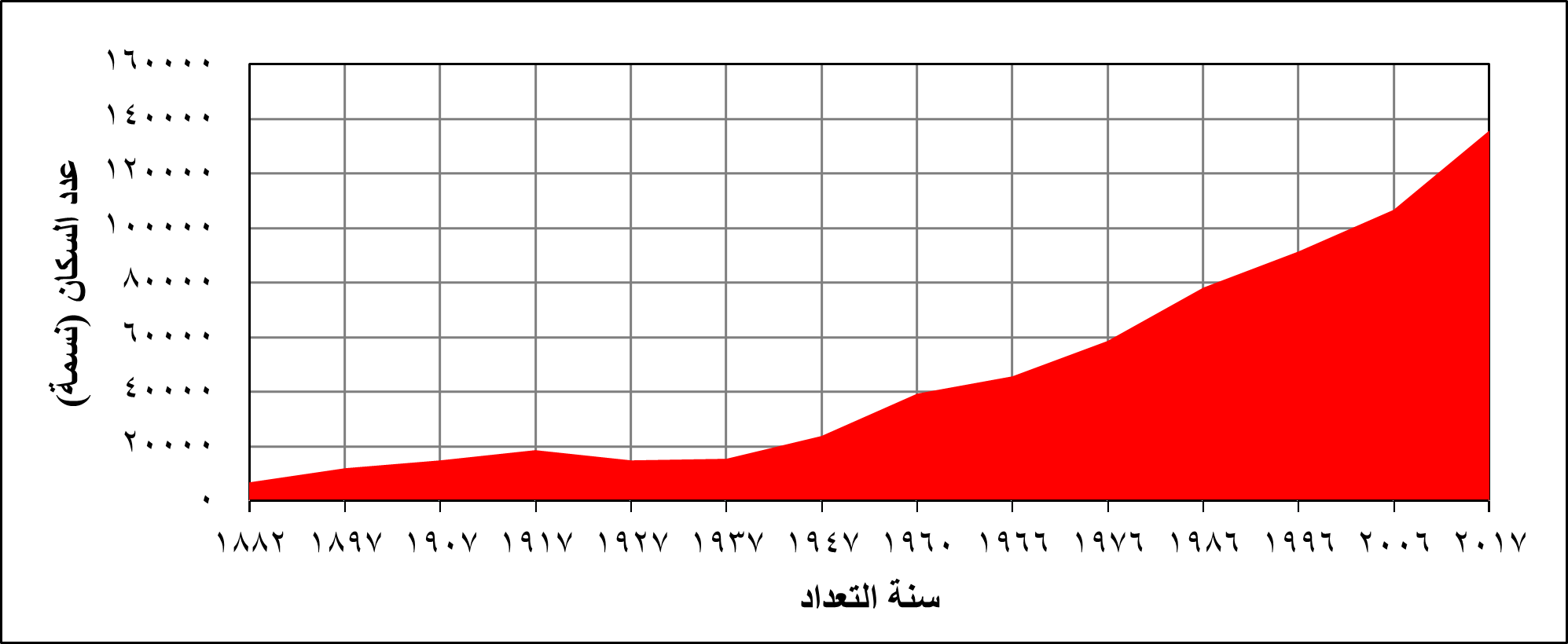
التطور العددي لسكان مدينة دسوق (منذ 1882 حتى 2017).

يمثل العنصر السكاني بمدينة دسوق أحد مقومات النسق البيئي كأي مدينة أخرى، ويتفق المنظور البيئي مع المنظور الديموغرافي في أن طبيعة النمو السكاني الحضري تنحصر في الزيادة الطبيعية والهجرة من وإلى المدينة (خاصةً الهجرة الريفية-الحضرية)، فهذه العمليات تؤثر في القوى الاقتصادية والتكنولوجية والاجتماعية الجاذبة والطاردة معاً.
| السنة      | 1882    | 1897     | 1907     | 1927     | 1937     | 1947     | 1960     | 1966     | 1976     | 1986     | 1996     | 2003     | 2006      | 2007      | 2008      | 2009      | 2016      | 2017      |
| ---------- | ------- | -------- | -------- | -------- | -------- | -------- | -------- | -------- | -------- | -------- | -------- | -------- | --------- | --------- | --------- | --------- | --------- | --------- |
| عدد السكان | ▲ 8,464 | ▲ 11,878 | ▲ 14,837 | ▲ 22,237 | ▼ 15,368 | ▲ 23,725 | ▲ 39,473 | ▲ 45,580 | ▲ 58,700 | ▲ 78,316 | ▲ 91,318 | ▲ 101,74 | ▲ 106,827 | ▲ 123,715 | ▲ 126,759 | ▲ 129,604 | ▲ 135,336 | ▲ 135,725 |

فقد شهدت المدينة خلال حوالي مائة عام (من 1882 إلى 1986) نمواً سريعاً، حيث تضاعف عدد السكان بما يقرب من عشرة أمثال ما كانت عليه عام 1882، فقد تزايد عدد السكان من 8,464 نسمة إلى 78,316 نسمة عام 1986.
| التطور العددي لسكان مدينة دسوق في الفترة من (1882 - 1986) | التطور العددي لسكان مدينة دسوق في الفترة من (1882 - 1986) | التطور العددي لسكان مدينة دسوق في الفترة من (1882 - 1986) | التطور العددي لسكان مدينة دسوق في الفترة من (1882 - 1986) | التطور العددي لسكان مدينة دسوق في الفترة من (1882 - 1986) | التطور العددي لسكان مدينة دسوق في الفترة من (1882 - 1986) | التطور العددي لسكان مدينة دسوق في الفترة من (1882 - 1986) | التطور العددي لسكان مدينة دسوق في الفترة من (1882 - 1986) | التطور العددي لسكان مدينة دسوق في الفترة من (1882 - 1986) | التطور العددي لسكان مدينة دسوق في الفترة من (1882 - 1986) | التطور العددي لسكان مدينة دسوق في الفترة من (1882 - 1986) | التطور العددي لسكان مدينة دسوق في الفترة من (1882 - 1986) | التطور العددي لسكان مدينة دسوق في الفترة من (1882 - 1986) | التطور العددي لسكان مدينة دسوق في الفترة من (1882 - 1986) |
| --------------------------------------------------------- | --------------------------------------------------------- | --------------------------------------------------------- | --------------------------------------------------------- | --------------------------------------------------------- | --------------------------------------------------------- | --------------------------------------------------------- | --------------------------------------------------------- | --------------------------------------------------------- | --------------------------------------------------------- | --------------------------------------------------------- | --------------------------------------------------------- | --------------------------------------------------------- | --------------------------------------------------------- |

| سنة التعداد | ذكور  | إناث  | جملة  |
| ----------- | ----- | ----- | ----- |
| 1882        | 4298  | 4166  | 8464  |
| 1897        | 6302  | 5485  | 11878 |
| 1907        | 7453  | 7384  | 14837 |
| 1927        | 11127 | 11110 | 22237 |
| 1937        | 7697  | 7671  | 15368 |
| 1947        | 11863 | 11862 | 23725 |
| 1960        | 19679 | 19794 | 39473 |
| 1966        | 22994 | 22586 | 45580 |
| 1976        | 29964 | 28701 | 58665 |
| 1986        | 39924 | 38392 | 78316 |

يبرز الجدول تطور سكان المدينة لا يتسم بالثبات خلال مائة وأربعة أعوام؛ في الفترة من عام 1882 حتى عام 1986، مما يعكس أثر المتغيرات الديموغرافية التي يتضمنها النمو السكاني في سياقه، متمثلة في المواليد والوفيات والهجرة بأنواعها. ويعزي ذلك لما للتفاعلات السكانية من أثر فعّال في إيكولوجية المدينة، حيث يلعب العامل السكاني دوراً كبيراً في التمنية العمرانية والتوسع الحضري للمدينة على حساب الأراضي المحيطة.
| سنة التعداد | معدل النمو السنوي (%) | ملاحظات               |
| ----------- | --------------------- | --------------------- |
| 1882        | ــــ                  | بداية المرحلة الأولى  |
| 1887        | 2.7                   | ــــ                  |
| 1907        | 2.5                   | ــــ                  |
| 1927        | 2.5                   | بداية المرحلة الثانية |
| 1937        | -3                    | ــــ                  |
| 1947        | 5.4                   | ــــ                  |
| 1960        | 5.1                   | بداية المرحلة الثالثة |
| 1966        | 2.8                   | ــــ                  |
| 1976        | 2.9                   | ــــ                  |
| 1986        | 3.3                   | ــــ                  |

ومن خلال معدلات النمو السنوي، يمكن تقسيم التطور الحجمي للمدينة إلى ثلاث مراحل تطورية بدايةً من عام 1882م:

### المرحلة الأولى (1882 - 1927)
تميزت تلك المرحلة بانخفاض معدل النمو السكاني، حيث تراوح بين 2.5% إلى 2.7% سنوياً، لذلك تضاعف السكان خلالها مرة واحدة فقط رغم المعدل الزمني الكبير الذي قارب على نصف قرن، وذلك لتأثر مدينة دسوق بالاضطرابات السياسية في تلك الحقبة كغيرها من مدن مصر بسبب الاحتلال البريطاني الذي بدأ منذ عام 1882، وأيضاً إلى جانب الانعكاسات السلبية لطبوغرافيّة المدينة.

### المرحلة الثانية (1927 - 1960)
في تلك المرحلة تباينت معدلات النمو السكاني، لذلك يمكن تقسيمها إلى مرحلتين فرعيتين:
الفترة الأولى (1927 - 1937)
شهدت تلك السنوات العشر تراجع سكاني عبر تسجيل أقصى تدني للنمو السكاني، حيث كانت بالنقصان، فقد بلغت نسبته -3% سنوياً، وذلك يرجع للكساد الاقتصادي الذي شهدته سائر المدن المصرية في تلك الفترة، مما أدى إلى انخفاض معدلات تدفق الهجرة الوافدة إلى المدينة، بل وعودة من هاجروا إلى المدينة إلى مواطنهم الأصلية، خصوصاً من المدن (مثل الرحمانية وفوّه وبسيون وسيدي سالم) والقرى والمحيطة (مثل سنهور المدينة والعجوزين والسالمية)، أدت كل هذه العوامل إلى انخفاض النمو.
الفترة الثانية (1937 - 1960)
في تلك الفترة التي بلغت ثلاثة وعشرين عاماً، عاد معدل النمو إلى الارتفاع مرة أخرى، حيث بلغ 5.4% في تعداد عام 1947، وعام 1960 بلغ 5.1%، وذلك يعني أن المدينة تعرضت لطفرة سكانيّة واكبتها طفرة عُمرانية أيضًا، حيث تضاعف سكان مدينة دسوق بنحو خمسة أمثال ما كانت عليه عام 1882، وبذلك أصبحت دسوق أكبر مدن شمال الدلتا منذ تعداد عام 1937، وتعد تلك الفترة عموماً من أعلى معدلات النمو السكاني التي سُجلت في الفترة بين تعدادي عاميّ 1882 و1986.

### المرحلة الثالثة (1960 - 1986)
تعتبر هذه المرحلة بداية للتوازن البيئي، حيث بدأ المعدل السكاني يتمحور حول 3% سنوياً، وتمثل للمدينة مرحلة النضج السكاني المستقر لثبات معدلات النمو.

### المرحلة الرابعة (1996 - 2009)
في فترة قدرها عشر سنوات، قفز عدد سكان مدينة دسوق من 78,316 نسمة عام 1986 إلى 91,318 نسمة عام 1996،  أي بزيادة قدرها 13,002 نسمة. ومع إجراء أول إحصاء رسمي في الألفيّة الجديدة عام 2006، أصبحت دسوق من المدن التي تخطّت حاجز المائة ألف نسمة، ليصبح عدد سكانها 106,827 نسمة، بزيادة قدرها 15,509 نسمة، مقارنة بعدد سكان المركز الذي أصبح 331,701 نسمة في نفس التعداد.
| سنة الإحصاء | 1996 (رسمي) | 2006 (رسمي) | 2006 (تقديري) | 2009 (تقديري) |
| ----------- | ----------- | ----------- | ------------- | ------------- |
| عدد السكان  | 91318       | 106827      | 126759        | 129604        |

أما في العام 2008، كشف التعداد التقديري أن عدد السكان ارتفع بزيادة قدرها 19,932 نسمة دفعة واحدة، ليصبح عدد سكان المدينة 126,759 نسمة، وفي آخر إحصاء تقديري أُقيم في 31 ديسمبر 2009، زاد السكان 2,845 نسمة فقط، ليصبح عدد السكان 129,604 نسمة. ولزيادة السكان بشكل عشوائي أسباب عدة، مثل زيادة عدد المهاجرين إلى المدينة من الريف؛ أو من المدن الصغيرة المتناثرة حول المدينة مثل فوّه والرحمانيّة وشبراخيت. أو ارتفاع كفاءة الخِدمات الصحيّة بالمدينة الذي أدت بدورها لانخفاض عدد الوفيّات من الأطفال الرضع مع استمرار زيادة معدل المواليد في الصعود.

## ضوابط النمو السكاني
يخضع النمو السكاني لعاملين رئيسيين هما الزيادة الطبيعية والهجرة. والجدول التالي يبين إحصاءات المواليد والوفيات لمدينة دسوق بين عام 1981 حتى عام 1994. فمن خلاله تظهر الخصائص الديموغرافية للنمو الطبيعي الذي تحكمه عدة متغيرات رئيسية هي معدلات المواليد والوفيّات والهجرة بأنواعها.
| السنة | عدد السكان | عدد المواليد | المعدل في الألف | عدد الوفيات | المعدل في الألف | الزيادة | الزيادة الطبيعية |
| ----- | ---------- | ------------ | --------------- | ----------- | --------------- | ------- | ---------------- |
| 1981  | 67811      | 2521         | 37.2            | 792         | 11.78           | 1729    | 25.5             |
| 1982  | 68532      | 2389         | 37.2            | 705         | 10.3            | 1684    | 24.6             |
| 1983  | 70705      | 2561         | 36.2            | 809         | 11.4            | 1752    | 24.8             |
| 1984  | 73156      | 2738         | 37.4            | 808         | 11              | 1930    | 26.4             |
| 1985  | 75692      | 2751         | 36.3            | 766         | 10.1            | 1985    | 26.2             |
| 1986  | 78316      | 2877         | 36.7            | 849         | 10.8            | 2028    | 25.9             |
| 1987  | 80940      | 2753         | 34              | 642         | 7.9             | 2111    | 26.1             |
| 1988  | 83652      | 2957         | 35.3            | 574         | 6.9             | 2383    | 28.4             |
| 1989  | 86454      | 2793         | 32.3            | 541         | 6.3             | 2252    | 26               |
| 1990  | 89350      | 2623         | 29.4            | 478         | 5.3             | 2145    | 24.1             |
| 1991  | 92343      | 2435         | 26.4            | 516         | 5.6             | 1919    | 20.8             |
| 1992  | 95437      | 2250         | 23.6            | 559         | 5.9             | 1691    | 17.7             |
| 1993  | 98634      | 2214         | 22.5            | 496         | 5               | 1718    | 17.5             |
| 1994  | 101938     | 2150         | 21.1            | 437         | 4.3             | 1713    | 16.8             |

### المواليد
يعني معدل المواليد متوسط عدد المواليد الأحياء لكل ألف من السكان في لحظة زمنية محددة، ويظهر بوضوح في مدينة دسوق أن المعدل يرتفع بشكل ملحوظ، حيث ظل يتعدى 30 في الألف حتى نهاية العقد الثامن من القرن العشرين، لذا كانت تمثل 20% من مواليد حضر محافظة كفر الشيخ، ولقد فاق معدل مواليد مدينة دسوق معدلات مواليد المدن الأخرى بمحافظة كفر الشيخ؛ حيث بلغ 36.9 في الألف، في حين بلغ حضر المحافظة 35.7 في الألف. وفي عام 1990، انخفض معدل المواليد في المدينة، حيث بلغ 29.4 في الألف.

### الوفيات
تعكس الوفيات مستوى الخدمات الصحيّة وحالة التغذية بالمدينة، فمعدل الوفيات ذو أثر واضح على نمو السكان، فقد ارتفع معدل الوفيات عام 1963 بشكل ملحوظ، وما لبث أن هبط ليسير على وتيرة واحدة على بداية الثمانيات ليصبح 11.78 في الألف، ويستمر معدل الوفيات في الهبوط حتى وصل إلى 4.3 في الألف، مما يؤكد ارتقاء الخدمات الصحية بالمدينة.
| المؤشرات الصحية للمرأة والطفل بمدينة دسوق لعام 2009 م | المؤشرات الصحية للمرأة والطفل بمدينة دسوق لعام 2009 م | المؤشرات الصحية للمرأة والطفل بمدينة دسوق لعام 2009 م | المؤشرات الصحية للمرأة والطفل بمدينة دسوق لعام 2009 م | المؤشرات الصحية للمرأة والطفل بمدينة دسوق لعام 2009 م | المؤشرات الصحية للمرأة والطفل بمدينة دسوق لعام 2009 م | المؤشرات الصحية للمرأة والطفل بمدينة دسوق لعام 2009 م | المؤشرات الصحية للمرأة والطفل بمدينة دسوق لعام 2009 م | المؤشرات الصحية للمرأة والطفل بمدينة دسوق لعام 2009 م | المؤشرات الصحية للمرأة والطفل بمدينة دسوق لعام 2009 م | المؤشرات الصحية للمرأة والطفل بمدينة دسوق لعام 2009 م | المؤشرات الصحية للمرأة والطفل بمدينة دسوق لعام 2009 م | المؤشرات الصحية للمرأة والطفل بمدينة دسوق لعام 2009 م | المؤشرات الصحية للمرأة والطفل بمدينة دسوق لعام 2009 م |
| ----------------------------------------------------- | ----------------------------------------------------- | ----------------------------------------------------- | ----------------------------------------------------- | ----------------------------------------------------- | ----------------------------------------------------- | ----------------------------------------------------- | ----------------------------------------------------- | ----------------------------------------------------- | ----------------------------------------------------- | ----------------------------------------------------- | ----------------------------------------------------- | ----------------------------------------------------- | ----------------------------------------------------- |

| البيان                                 | العدد                       |
| -------------------------------------- | --------------------------- |
| معدل الخصوبة العام                     | 232 مولود حي/ألف سيدة       |
| نسبة استخدام وسائل تنظيم الأسرة        | 43.15%                      |
| معدل وفيات الأطفال حديثي الولادة       | 48 طفل متوفي/ألف مولود حي   |
| معدل وفيات الأطفال الرضع               | 8.22 طفل متوفي/ألف مولود حي |
| معدل وفيات الأطفال دون الخامسة         | 12.8 طفل متوفي/ألف مولود حي |
| معدل وفيات الأمهات بسبب الحمل والولادة | 55.42 أم/100000 طفل حي      |

### الزيادة الطبيعية
الزيادة الطبيعية للسكان تعني الفارق بين معدليّ المواليد والوفيّات، وتمثل المصدر الرئيس لنمو السكان، وقد تباينت من عام لآخر بمدينة دسوق، فتظهر التعدادات أن معدل الزيادة الطبيعية ارتفع بشكل ملحوظ عام 1963، ثم هبط فجأةً عام 1970، ثم عاد للارتفاع بشكل أقل مما كان عليه سابقاً، ثم سار على وتيرة واحدة لمدة عقد كامل بدايةً من عام 1980، ثم بدأ في الهبوط التدريجي منذ عام 1990 حتى نهاية الألفية.

### الهجرة
يشير مصطلح الهجرة إلى حركة سكانية يتم فيها انتقال الفرد أو الجماعة من الموطن الأصلي إلى وطن جديد يختاره نتيجة أسباب عديدة، ولذلك فهي تعد من عناصر الدراسات السكانيّة الرئيسيّة، لأنها تعد مصدر من اثنين لتغير حجم السكان بجانب الزيادة الطبيعية. والهجرة الصافية قد أثرت في شخصية مدينة دسوق، وذلك يظهر من حساب الهجرة الصافية المتزايدة بشكل ملحوظ عبر السنين، فقد كسبت المدينة 2,668 مهاجراً فيما بين تعدادي عام 1976 وعام 1986، في حين تضاعف عدد المهاجرين فيما بين عاميّ 1986 و1995 إلى 4 أمثال الفترة السابقة، فقد بلغوا حوالي 9,077 مهاجر، وذلك يعكس مدى قوة جذب ومحورية المدينة بالنسبة للإقليم المحيط بها.
ويمكن اقتراح نوعين أساسيين للعلاقات السكانية هما:
- إذا تزايد حجم إحدى المدن أو بعضها ستتزايد الحركة بينهم.
- المدن التي تفصلها مسافات بعدية أكثر؛ ذات حركة أقل بينهم.[29]

فالحالة الأولى تنطبق على حال المدينة، حيث يلعب النمو الحجمي دوراً فعالاً في حجم الحركة بينها وبين الظهير المجاور من الإقليم الذي أسهم بشكلٍ واضح في نمو المدينة عمرانياً على مدى الفترات التاريخية القديمة، وزادت بشكل أوضح منذ ظهور القطب الدسوقي الصوفي بالمدينة (633 - 676 هـ
) وإقامة مسجده الشهير على يد الملك الأشرف خليل بن قلاوون، ومن ثم انتشار طريقته في أنحاء العالم على يد أتباعه.

## تركيب السكان
الهدف الرئيسي من دراسة تركيب السكان هو إبراز خصائصهم من حيث السن والنوع والنشاط الاقتصادي.

### التركيب العمري
يعكس الهرم السكاني لمدينة دسوق عام 1986، أهم الملامح الديموغرافية من حيث السن والنوع، حيث يبرز الاختلافات العمرية فيما بين سكان المدينة، وذلك يؤدي إلى التعرف على القوة الإنتاجية للسكان.
وبناءً على الهرم السكاني للمدينة عام 1986، يمكن تقسيم السكان إلى 4 فئات عمرية للتوضيح:
1. فئة صغار السن (أقل من 15 سنة)، وهي قاعدة الهرم السكاني حيث تمثل الفئة الغير منتجة، ونسبتهم تصل إلى 35,5%.
2. الشباب (ما بين 15 إلى 45 سنة)، وتمثل الفئة الكبيرة المنتجة، سواء كانوا من الذكور المؤثرين في سوق العمل واقتصاد المدينة، أو من النساء اللائي في سن الإنجاب، وبذلك هم يمثلون 48,5% من جملة سكان المدينة، ويوضح زيادة الذكور عن الإناث إلى قوة استقطاب المدينة للعمالة من فئة الشباب الذكور الذي المؤدي إلى الهجرة ومن ثم الإقامة والاستقرار.
3. الناضجون (ما بين 45 إلى 60 سنة)، تساهم هذه الفئة أيضاً في قوة العمل، ولكن بنسبة أقل بكثير، حيث بلغت هذه الفئة 10% من جملة سكان المدينة.
4. الشيوخ (أكثر من 60 سنة)، تماثل هذه الفئة فئة صغار السن الأولى من حيث عبء الإعالة، وتبلغ نسبتهم 6,2% من سكان المدينة.

ويوضح الجدول مقارنة نسب التركيب العمري بين سكان مدينة دسوق وجملة حضر محافظة كفر الشيخ عام 1986م.
| الفئة العمرية | % من سكان المدينة | % من حضر المحافظة |
| ------------- | ----------------- | ----------------- |
| صغار السن     | 35,3              | 37                |
| الشباب        | 48,5              | 51,6              |
| الناضجون      | 10                | 7,9               |
| الشيوخ        | 6,2               | 3,5               |

### التركيب النوعي
يظهر من دراسة النسب النوعيّة للمدينة وحضر محافظة كفر الشيخ تفوق نسبة الذكورة في مدينة دسوق نظائرها من المدن الأخرى بالمحافظة، فقد بلغت مدن محافظة كفر الشيخ الأخرى 102,3 ذكر لكل 100 أنثى، بينما بلغت في مدينة دسوق وحدها 104 ذكر لكل 100 أنثى، ويعزى ذلك لقوى الجذب الحضري لفئة الشباب في المدينة.
| الفئة العمرية | ذكور المدينة | إناث المدينة | ذكور المحافظة | إناث المحافظة |
| ------------- | ------------ | ------------ | ------------- | ------------- |
| صغار السن     | 14091        | 13575        | 77437         | 74837         |
| الشباب        | 19345        | 18649        | 107503        | 105206        |
| الناضجون      | 4006         | 3802         | 15992         | 16341         |
| الشيوخ        | 2482         | 2366         | 7397          | 7197          |

تأتي تدفقات الهجرة إلى مدينة دسوق من الريف، وخصوصاً مراكز دسوق والرحمانية وبسيون وفوه وسيدي سالم وشبراخيت ودمنهور. ونتيجة للهجرة الريفية إلى مدينة دسوق نتج التالي:
- انفصال المهاجر عن أسرته نتيجة لزيادة دخله من عمله بالمدينة، عما كان في الريف.
- انتشار ونمو المناطق العشوائية استجابة للطلب على السكن من المهاجرين من شباب الريف، ومن ثم الاستقرار وبناء أسرة، مما يزيد من مساحة هذه المناطق مستقبلاً بجانب زيادة السكان.
- انتشار ظاهرة التريف الحضري.[37]
- اختلال في توزيع الجنس والعمر.[38]
- ارتفاع معدلات التزاحم.[39]
- ارتفاع الكثافة السكانية والعمرانية.[40]
- تقلص فرص العمل داخل المدينة وانتشار البطالة بين سكان المدينة الأصليين،[41] وقد يؤدي ذلك إلى هجرة الشباب من السكان الأصليين من دسوق إلى مدن أخرى قريبة بها فرص عمل مثل الإسكندرية.
- قصور المرافق وعجز الخدمات عن الإيفاء بمتطلبات السكان نتيجة لزيادة وسوء توزيع السكان.[42]
- تدهور بيئة الشوارع، وزيادة زحام السير.
- ارتفاع معدلات التلوث نتيجة زحام السيارات لاحتراق البنزين أو السولار في محركات السيارات،[43] بجانب ممارسة الوافدين حرف متدنية.
- انتشار الانحراف والجريمة، نتيجة التفكك الاجتماعي في المناطق العشوائية.[44]

### التركيب الاقتصادي
تفيد دراسة التركيب الاقتصادي في إلقاء الضوء على طبيعة الكيان الاقتصادي للمدينة وحجم العمالة بها ودراسة التركيب الوظيفي للسكان. ويتبين الآتي من تعداد 1986 للسكان في مدينة دسوق حسب أوجه النشاط الاقتصادي:
- ترتقي حرفة التجارة إلى المرتبة الأولى بالنسبة لحضر محافظة كفر الشيخ، حيث بلغت 64,8% من جملة العاملين بالتجارة بالمحافظة، مع أن نسبة المشتغلين بها من سكان المدينة من ذوي النشاط 17,8% فقط، مما يؤكد أن مدينة دسوق تجاريّة من الدرجة الأولى.[48]
- الصناعات التحويلية تأتي في المرتبة الثانية مقارنة بحضر المحافظة، حيث بلغت 38,5% من جملة نشاط العاملين بالمحافظة، وهي تمثل صناعات مثل الحلوى وتمليح الأسماك والجبن واللحوم والصناعات المعدنية بأنواعها. وذلك على الرغم من أن الذين يعملون بالمدينة في هذه الحرف يبلغ 16,9% من جملة ذوي النشاط من السكان.
- حرفة النقل تأتي على درجة أكثر تخصصاً من حواضر المحافظة، حيث بلغت نسبة العاملين بالمدينة 37,7% من جملة العاملين بالمحافظة، وذلك يؤكد على أهمية الموقع المكاني بالنسبة لعقدية المواصلات التي تميز المدينة عن بقية حواضر المحافظة،[49] حيث أن دسوق هي البوابة الغربية الرئيسية للمحافظة وتتعدد محاور النقل التي تنتهي إلى المدينة، ويمثل العاملين في حرفة النقل 8,4% من جملة ذوي النشاط من سكان المدينة.
- بالنسبة للعاملين بخدمات المجتمع، بلغ نسبتهم 38,5% من جملة ذوي النشاط بالمحافظة لتحتل المرتبة الأولى، رغم أن نسبة العاملين بالخدمات بالمدينة 31,9% من جملة ذوي النشاط بالمدينة، وذلك يعزي إلى تفوق خدمات المجتمع عن باقي الأنشطة بالنسبة لحضر محافظة كفر الشيخ.

وبذلك يتضح أن معدل النشاط الاقتصادي في المدينة بلغ 47%، في حين انخفض في حضر المحافظة إلى 43,3% فقط، أي أن مدينة دسوق فاقت كل مدن محافظة كفر الشيخ من حيث معدلات النشاط الاقتصادي، ويعزي ذلك لقدرة سوق العمل بالمدينة على استيعاب حجم أكبر من العاملين، مما شجع شباب الريف والمدن المجاورة على الهجرة إليها طلباً للعمل. رغم أن العائلين من السكان  يمثلون 58,5% من جملة سكان دسوق، والنسبة الباقية من السكان معولين، فيعول كل 100 فرد من السكان العاملين 71 فرداً عاطلاً لا يعمل، وهم من الشيوخ وصغار السن والعاطلين عن العمل.
- يعد شارع سعد زغلول أهم الشوارع التجارية بالمدينة.[51]
- جانب من أماكن معارض الحلويات الشرقية ومحلات الأسماك المملحة التي تشتهر بها تجارة دسوق.
- جانب من مجمع مواقف دسوق (مدن) وهو واحد من مجمعين كبيرين نظراً لانتشار حرفة النقل.
- يعتبر مبنى رئاسة مدينة دسوق أهم مراكز خدمة المجتمع بالمدينة.

## أعلام مشاهير دسوق
دين
- الإمام: برهان الدين إبراهيم الدسوقي، من علماء الدين السنّة البارزين في مصر وله مؤلفات قيمة في الفقه والتوحيد والتفسير أشهرها كتاب الجوهرة، أمّا في السلوك والتربية فإنه يعدّ آخر الأقطاب الأربعة عند صوفية أهل السنة والجماعة، كما أنه مؤسس الطريقة البرهانية الدسوقية التي يتفرع منها طرق أخرى، وله قصيدة محفوظة في المتحف البريطاني بلندن.[52][53][54]
- الشيخ: سالم السنهوري، من مؤلفاته «حاشية على مختصر الشيخ خليل» في الفقه.[55]
- الشيخ: جعفر بن إبراهيم السنهوري، كان قارئاً للقرآن الكريم، اشتعل بالحديث والفقة والحساب، ومن مؤلفاته الجامع المفيد في صناعة التجريد.[56][57]
- الشيخ: محمد بن أحمد بن عرفة الدسوقي، من مؤلفاته «حاشية الدسوقي على مغنى اللبيب» [58] في النحو.[59]
- الشيخ: إبراهيم عبد الغفار الدسوقي، كان من أشهر المصححين الصحفيين في عهد محمد علي باشا والي مصر، وأسهم في تحرير جريدة الوقائع المصرية، وتتلمذ على يديه العديد من المستشرقين.[60]
- الشيخ: عبد الله محمد دراز، كان شيخ المعهد الديني بدمياط، وكان أستاذاً للدكتور طه حسين.
- الشيخ: عبد المجيد عبد الله دراز، كان أستاذاً بكُليّة الشريعة وله كثير من المؤلفات.[61]
- الشيخ: محمد عبد اللطيف دراز، قاد الأزهر في ثورة سنة 1919 وخطب على منبر الأزهر والكنيسة القبطية، وكان وكيلاً للأزهر، وحكمدار القاهرة السابق، ومؤسس جماعة الكفاح لتحرير الشعوب الإسلامية.[62]
- الشيخ الدكتور: محمد عبد الله دراز،[63] عمل مدرساُ للتفسير بكلية دار العلوم، ومدرساُ لفلسفة الأخلاق بكلية اللغة العربية، وكان ممثلاً دولياً للأزهر الشريف.[64][65]

العلوم والطب والرياضيات
- الدكتور: أحمد زويل، كيميائي ملقب بكبير العلماء العرب، حصل على جائزة نوبل في الكيمياء عام 1999م.[66] ولد بدمنهور ثم انتقل إلى مدينة دسوق في طفولته ونشأ بها.[67][68]
- حسن نور الدين، من أعضاء بعثة الأنجال وزميل علي مبارك فيها، وكان من نوابغ المهندسين في القرن التاسع عشر، وهو من صمم خط سكك حديد دسوق والفيوم والصالحية.
- الدكتور: محمد عبد المجيد الزيات، أستاذ الطب في العصر الملكي بجامعة الإسكندرية، وله الكثير من المؤلفات والأبحاث الطبية.
- الدكتور: كامل منصور نيروز، كان أستاذاً لعلم الحيوان، وأول عميد لكلية العلوم - جامعة عين شمس، رسم خطة شاملة لدراسة علم الحيوان والمقصليات الأرضية - ما عدا الحشرات - وأدخل تطويرات لا تمنح عن طريق الدراسة على نظم الدراسات العليا، وأصبحت درجة الماجستير بعد ذلك.[64]

وزراء
- عبد المجيد علي بدر، شغل منصب وزير للشئون الاجتماعية، ثم وزيراً التجارة والتموين، ثم وزيراً للمالية على التوالي في عهد الملك فاروق الأول.[69]
- الشيخ الدكتور: عبد المنعم النمر، كان نائباً لشيخ الأزهر الشريف، ثم أختير وزيراً للأوقاف عام 1979 في عهد الرئيس الراحل محمد أنور السادات، ومن أشهر مؤلفاته: الإسلام والشيوعية، الإسلام والغرب، الشيعة.[64]

اللغة والأدب والصحافة
- الدكتور: كمال محمد بشر، أستاذ متفرغ بكلية دار العلوم،[70] وهو الأمين العام لاتحاد المجامع اللغوية العلمية العربية،[71] ونائب رئيس مجمع اللغة العربية بالقاهرة، وعضو مجمع اللغة العربية بدمشق.[72]
- روحية حسن القليني، شاعرة فصحى راحلة، ويطلق عليها «صاحبة الهوى العذري والتصوف»، من دواوينها الشعرية «أنغام حالمة» و«الحب والوفاء».[73]
- محمد إبراهيم غراب، شاعر عامية راحل، وشغل منصب مستشاراً ثقافياً للهيئة العامة لقصور الثقافة بإقليم غرب الدلتا.[74]
- محمد دسوقي شتا، شاعر فصحى راحل، كان يراسل الصحف خاصةً جريدة «المنظوم» القاهرية (1892 - 1893)، كما أصدر عام 1904م جريدة بعنوان «البراري» التي لم يصدر منها إلا عدد واحد بتاريخ 1 أبريل 1904م.[75]
- عبد المنعم مطاوع، شاعر فصحى وفنان تشكيلي، كتب عن المجلات الفنية في السويد وإسبانيا والولايات المتحدة، وصدر له ديوان شعر بعنوان «لزومية الصمت».[76]
- إبراهيم الملاح، شاعر فصحى، عُرف بالحسّ الشاعري والإيقاعي، وقدرته على التصوير بالمفارقة.[77]
- عبد الوهاب مطاوع، صحفي راحل، كان يشغل منصب مدير التحرير في جريدة الأهرام، حصل على جائزة أحسن صحفي يكتب في الموضوعات الاجتماعية والإنسانية، ويعد من أبرز الكتاب الذين أثروا الصحافة المصرية والعربية في العصر الحديث.[78][79]
- نصر القفاص، مدير تحرير الأهرام العربي السابق، ثم أصبح مدير مكتب الجزائر، والآن يشغل منصب نائب رئيس تحرير الأهرام بالديسك المركزي ومسؤول الطبعة العربية.[80][81]
- مصطفى اللباد، مدير مركز الشرق للدراسات الإقليمية والإستراتيجية بالقاهرة، ورئيس تحرير مجلة شرق نامه المتخصصة في الشؤون الإيرانية والتركية وآسيا الوسطى.[82]، من مؤلفاته: حدائق الأحزان: إيران وولاية الفقيه [83][84]

الفنون
- محيي الدين اللباد، فنان تشكيلي متخصص بالجرافيك وكاتب أطفال، عمل بالعديد من المؤسسات الصحافية مثل مجلتي روز اليوسف وصباح الخير، ومن مؤلفاته: نظر، ثقافة الطفل.[85][86][87][88]
- إيفيلين عشم الله، فنانة تشكيلية، وعضو مؤسس لنقابة الفنانين المصرية، وأقامت أكثر من معرض للوحاتها، وعملت صحفية بمجلة روز اليوسف، وشغلت منصب مديرة متحف الفن المصري المعاصر، متزوجة من الصحفي محمود يسري.[89]
- فكري كرسون، رسام صحفى وناقد تشكيلى راحل، أقام من معارض للوحاته في مصر وخارجها بلغت إجمالاً 74 معرضاً، اختارته منظمة اليونسكو لعمل توأمة بالرسم مع الروائي جمال الغيطاني في عمله «متون الأهرام».[90]
- أمين يوسف غراب، كاتب وروائي راحل، كتب للسينما أكثر من خمسة وعشرين فيلماً، من أشهرهم فيلم «أشياء لا تشترى».[91][92]
- سمير عبد العظيم، مخرج إذاعي وكاتب سينمائي ومسرحي راحل، من أشهر أعماله من الأفلام: أفواه وأرانب؛[93]، ومن المسرحيات: الواد سيد الشغال.[94] شغل عدة مناصب آخرها نائب رئيس الإذاعة المصرية.[95]
- كرم مطاوع، ممثل ومخرج، عمل بالمسرح في الستينات وسطع اسمه بين كوكبة من المبدعين أمثال سعد أردش وألفريد فرج، من أشهر أعماله من المسرحيات "يا بهية وخبريني" و"وطني عكا"، ومن الأفلام ""سيد درويش" و"امرأة للأسف".[96]
- محمد الدفراوي، ممثل راحل، أشتهر بتمثيل دور الشرير الأنيق والمثقف الإيجابي، من أشهر أعماله: ذئاب الجبل ومحمد رسول الله [97][98]
- محمد رشدي، مطرب راحل، من أشهر من تغنوا بالأغنية الشعبية والموال.[99]
- علاء مرسي، ممثل كوميدي.[64]

رياضة
- الشحات مبروك، بطل العالم سبع مرات متتالية في كمال الأجسام،[100] حصل علي لقب أفضل رياضي القرن العشرين عام 2000.[101]
- معتز عاشور، لاعب تنس طاولة سابق، وهو الآن يشغل منصب نائب رئيس الاتحاد العربي لتنس الطاولة.[102]
- محسن هنداوي، لاعب كرة القدم بنادي سموحة حالياً، ولاعب سابق في نادي دسوق ونادي غزل المحلة.[103]